# Манк, Уолтер
Уолтер Хейнрих Манк (англ. Walter Heinrich Munk; 19 октября 1917, Вена, Австрия — 8 февраля 2019, Ла-Холья, Сан-Диего) — американский океанограф, специалист в области геофизики и гидродинамики.
Член Национальной академии наук США (1956) и Американского философского общества (1965), Леопольдины (1970), иностранный член Лондонского королевского общества (1976) и Российской академии наук (1994). Доктор философии. Вся карьера Уолтера Манка связана с Институтом Скриппса (с 1939), эмерит-профессором которого он являлся.
Его называли отцом современной океанологии, а газета New York Times называла его «Эйнштейном океанологии».
Проучился три года в Колумбийском университете, получил степени бакалавра и магистра в Калифорнийском технологическом институте, а также степень магистра в Калифорнийском университете в Лос-Анджелесе в 1940 году и степень доктора философии там же в 1947 году.
Проводил исследования на атолле Бикини, предложил термин «общая циркуляция океана». Затем изучал синхронное вращение Земли и Луны, эффект приливного ускорения, приливы и отливы. Был одним из инициаторов проекта «Мохол».
В 1992 году подписал «Предупреждение человечеству».

## Награды и отличия
- Стипендия Гуггенхайма (1948, 1953, 1962)[9]
- 1965 — Медаль Артура Л. Дэя Геологического общества Америки
- 1966 — Sverdrup Gold Medal Award[англ.] Американского метеорологического общества
- 1968 — Золотая медаль Королевского астрономического общества
- 1970 — Гиббсовская лекция
- Maurice Ewing Medal[англ.] (1976, первый удостоенный)
- 1976 — Медаль Александра Агассиза НАН США
- 1983 — Национальная научная медаль США
- 1986 — Бейкеровская лекция
- 1989 — Медаль Уильяма Боуи[англ.]
- 1993 — Премия Ветлесена
- 1999 — Премия Киото
- Albert A. Michelson Award (2001)[10]
- Prince Albert I Medal[англ.] от IAPSO (2001, первый удостоенный)[11]
- 2010 — Премия Крафорда
- 2013 — Revelle Medal, Калифорнийский университет в Сан-Диего[12]
- 2018 — IOC Roger Revelle Medal[7]

В его честь в 1993 году Океанографическим обществом учреждена награда Walter Munk Award, первым лауреатом которой он и стал.